# Preeclampsie
Preeclampsia (PE) este o tulburare a sarcinii caracterizată prin presiune mare a sângelui și un număr mare de proteine în urină.

## Simptome
Tulburarea apare în general în al treilea trimestru al sarcinii și se înrăutățește cu timpul. În cazurile severe poate exista o scădere a celulelor roșii din sânge, un număr mic de trombocite, insuficiență hepatică, disfuncție renală, umflare, dificultăți respiratorii din cauza lichidului din plămâni sau tulburări vizuale. PE crește riscul unor analize slabe, atât pentru mamă, cât și pentru făt. Dacă este lăsată netratată, poate duce la convulsii, moment în care este recunoscută sub numele de eclampsie.

## Cauze și diagnostic
Factorii de risc pentru PE includ: obezitatea, hipertensiunea arterială, vârsta înaintată și diabetul zaharat. De asemenea, apariția tulburării este mai frecventă la femeile aflate la prima sarcină și dacă acestea au gemeni. Mecanismul de bază implică formarea vaselor de sânge în placentă anormală, printre alți factori. Cele mai multe cazuri sunt diagnosticate înainte de naștere. Rareori, pre-eclampsia poate începe în perioada de după naștere. În timp ce, în mod istoric, erau necesare prezența sângelui în urină și hipertensiunea arterială pentru diagnosticare, unele definiții, de asemenea, sunt incluse persoanele cu hipertensiune și oricare disfuncție de organe asociată. Tensiunea sangvină este definită a fi mare atunci când depășește valoarea de 140 mmHg sistolică sau 90 mmHg diastolică în două momente diferite, la distanță mai mare de patru ore la o femeie ce a depășit douăzeci de săptămâni de sarcină. PE este verificată în mod obișnuit pe perioada îngrijirii prenatale.

## Prevenire și tratament
Recomandările pentru prevenire includ: aspirina pentru persoanele cu risc mare, suplimentarea cu calciu persoanelor cu aport scăzut și tratamentul medicamentos al hipertensiunii anterioare. Pentru persoanele ce prezintă PE la nașterea fătului și al placentei, este un tratament eficient. Atunci când nașterea devine recomandată, depinde cât de gravă este PE și cât de departe a ajuns persoana cu sarcina. Medicamentele pentru tensiune arterială precum labetalolul și metildopa, pot fi utilizate pentru a îmbunătăți starea mamei după naștere. Sulfatul de magneziu poate fi utilizat pentru a preveni eclampsia la persoanele cu boală severă. Odihna la pat și consumul de sare nu au fost găsite ca a fi utile, nici pentru tratament și nici pentru prevenție.

## Epidemiolgie și prognoză
Pre-eclampsia afectează între 2–8% dintre sarcini la nivel mondial. Tulburările hipertensive ale sarcinii sunt una dintre cele mai comune cauze de deces cauzate de sarcină. Au dus la 29.000 de decese în 2013 – scăzând de la 37.000 de decese în 1990. Pre-eclampsia apare de obicei după 32 de săptămâni; totuși, dacă apare mai devreme, este asociată cu rezultate mai grave. Femeile care au avut PE prezintă risc crescut de boli de inimă pe măsură ce înaintează în vârstă. Cuvântul eclampsie provine din termenul grecesc pentru fulger. Prima descriere cunoscută a bolii a fost relatată de către Hipocrate în secolul 5 Î.Hr.